# Espen Andersen (Nordischer Kombinierer, 1961)
Espen Andersen (* 12. Juli 1961 in Oslo) ist ein ehemaliger norwegischer Nordischer Kombinierer.

## Werdegang
Andersen begann seine internationale Karriere mit dem Start bei der Nordischen Skiweltmeisterschaft 1982 in Oslo, wo er gemeinsam mit Hallstein Bøgseth und Tom Sandberg, punktgleich mit Finnland, die Silbermedaille im Teamwettbewerb gewann. Am 17. Dezember 1983 gab er in Seefeld in Tirol sein Debüt im Weltcup der Nordischen Kombination. Dabei erreichte er auf Anhieb die Top 10. Am 8. März 1984 gewann er sein erstes und einziges Weltcup-Rennen in Oslo. Bei den Olympischen Winterspielen 1984 in Sarajevo landete er im Einzel der Kombination auf Rang 19. Ein Jahr später in Seefeld bei der Weltmeisterschaft 1985 gewann er Silber mit dem Team. Die Saison 1985/86 beendete er als seine erfolgreichste Saison auf dem neunten Platz der Weltcup-Gesamtwertung. 1987 beendete Andersen seine aktive Karriere.
Andersen gewann 1983, 1985 und 1986 den norwegischen Meistertitel im Teamwettbewerb. Ein Einzeltitel blieb ihm bis zu seinem Karriereende verwehrt.

## Erfolge

### Weltcupsiege im Einzel
| Nr. | Datum        | Ort  | Typ    |
| --- | ------------ | ---- | ------ |
| 1.  | 8. März 1984 | Oslo | Einzel |

### Weltcup-Statistik
Die Tabelle zeigt die erreichten Platzierungen im Einzelnen.
- Platz 1.–3.: Anzahl der Podiumsplatzierungen
- Top 10: Anzahl der Platzierungen unter den ersten zehn
- Punkteränge: Anzahl der Platzierungen innerhalb der Punkteränge
- Starts: Anzahl gelaufener Rennen in der jeweiligen Disziplin

| Platzierung         | Einzel a | Sprint | Massenstart | Team   | Team    | Gesamt |
| Platzierung         | Einzel a | Sprint | Massenstart | Sprint | Staffel | Gesamt |
| ------------------- | -------- | ------ | ----------- | ------ | ------- | ------ |
| 1. Platz            | 1        |        |             |        |         | 1      |
| 2. Platz            | 1        |        |             |        |         | 1      |
| 3. Platz            |          |        |             |        |         |        |
| Top 10              | 13       |        |             |        |         | 13     |
| Punkteränge         | 19       |        |             |        |         | 19     |
| Starts              | 19       |        |             |        |         | 19     |
| Stand: Karriereende |          |        |             |        |         |        |